# Zsembery Gyula
Derzsenyei és zsemberi Zsembery Gyula (teljes nevén: Zsembery Gyula István Kálmán, Bártfa, 1877. október 24. – 1957. szeptember 15.) takarékpénztári ügyész, kormányfőtanácsos, a Magyar Turista Szövetség másodelnöke. Zsembery István ügyvéd és főispán bátyja.

## Életpályája
Római katolikus szülők gyermeke, édesapja Zsembery Kálmán közjegyző, édesanyja Fábry Ilona. Már fiatalon érdekelte a turizmus, bár számos sportággal is foglalkozott. 1895-ben lett a Magyar Turista Egyesület tagja. A budapesti Tudományegyetemen jogi tanulmányokat folytatott. 1899-ben doktorált. Ugyanebben az évben jelent meg első túraleírása a Turisták Lapjában, Két nap a Vértesben címmel. 1898-ban a Községi Takarékpénztár jogügyi osztályán nyert alkalmazást, 1904-ben letett ügyvédi vizsgája után annak ügyészeként működött. Az MTE Egyetemi Osztályának 1897-ben intézője, később elnöke lett. Az MTE központi választmányának először 1904-1906 között volt tagja, majd 1923-1925 között ismét. 1926-tól 1928-ig előbb alelnöke, majd 1929-1930-ban ügyvezető elnöke lett. Az ő nevéhez fűződik az MTE egyik legkiemelkedőbb alkotása, a Bánkúti jubileumi menedékház létesítése. 1935-ben egyesülete tiszteletbeli tagjává választotta. A Magyar Turista Szövetség (MTSz) munkájába 1922-ben kapcsolódott be titkárként. 1924-ben mint cserkésztiszt a Cserkészszövetség főtitkára lett, majd 1933-ig az ügyvezető elnöki posztot töltötte be. Ő vezette be a vitorlázórepülést a cserkészeknél és az ő munkájának eredménye a vízicserkésztelep és cserkészház. 1930-ban tért vissza az MTSz-be, ekkor átvette a másodelnöki tisztet.

## Szerkesztőként és szakíróként
Irodalmi téren is munkálkodott, szerkesztette a Turisták Lapját (1922-1923), a Magyar Cserkészt (1927), az Evezést és a Vezetők Lapját (1925). Több cikke jelent meg a Turisták Lapjában, Turista Közlönyben, az MTSz Hivatalos Értesítőjében.

## Közéleti tevékenysége
A közéletben is jelentős szerepet töltött be: egyik alapítója majd több mint két évtizeden át elnöke volt a Keresztény Pénzintézeti Tisztviselők Országos Szövetségének, valamint tagja az Idegenforgalmi Tanácsnak, az Országos Sport Központnak, a Testnevelési Főiskola tanára, tartalékos tüzérszázados és a Polgárdy Géza által szerkesztett Magyar Turista Lexikon főmunkatársa.
Zsembery Gyula a turistaság és a rokonsportok legkiválóbb elméleti és gyakorlati szakértője volt, elsősorban a turista vezetőképzés terén ért el kiemelkedő eredményeket az MTSz vezetőképző bizottságának elnökeként.

## Nyelvtudása
Beszélt szlovákul, németül, angolul és franciául.

## Műveiből
- Evezés és rokonsportok (1921)
- Fertő-balatoni utunk (1914)
- 1000 km hazai vizeken
- Turista térképismeret (1937)